# 宝泉村
宝泉村（ほうせんむら）は群馬県の東部、新田郡に属していた村。

## 地理
村の東部を蛇川、南部を石田川が流れる。

## 歴史
- 1889年（明治22年）4月1日 - 町村制施行により、小金井村の一部、脇屋村の一部、由良村の一部、藤阿久村、別所村、沖野村、西野谷村、上田島村、中根村、下田島村が合併し宝泉村が成立する。
- 1910年（明治37年）3月27日 - 東武鉄道伊勢崎線木崎駅が開業。
- 1927年（昭和2年）10月1日 - 東武鉄道伊勢崎線細谷駅が開業。
- 1963年（昭和38年）4月1日 - 太田市へ編入される。

## 交通

### 鉄道
- 東武鉄道
  - 伊勢崎線 木崎駅 - 細谷駅